# Liste der Baudenkmale in Bobzin
In der Liste der Baudenkmale in Bobzin sind alle Baudenkmale der Gemeinde Bobzin (Landkreis Ludwigslust-Parchim) und ihrer Ortsteile aufgelistet (Stand: Januar 2021).

## Bobzin
| ID | Lage                   | Bezeichnung                                           | Beschreibung | Bild |
| -- | ---------------------- | ----------------------------------------------------- | ------------ | ---- |
|    | Am Dorfplatz (Karte)   | Gefallenendenkmal 1914/1918                           |              |      |
|    | Am Bahnhof 9 (Karte)   | Bahnhof                                               |              |      |
|    | Dorfstraße 1/3 (Karte) | Wohnhaus                                              |              |      |
|    | Dorfstraße 14 (Karte)  | Wohnhaus, Wirtschaftsgebäude und Trockenmauer         |              |      |
|    | Dorfstr. / Neue Straße | Trockenmauer (Anschluss von Grundstück Dorfstraße 14) |              |      |
|    | Dorfstraße 23 (Karte)  | Scheune                                               |              |      |
|    | Neue Straße 4 (Karte)  | Hallenhaus                                            |              |      |
|    | Neue Straße 6 (Karte)  | Kate                                                  |              |      |